# Zorro. L'inizio della leggenda
Zorro. L'inizio della leggenda è un romanzo della scrittrice cilena Isabel Allende, pubblicato per la prima volta nel 2005. Si tratta di una biografia immaginaria, che racconta per la prima volta le origini dell'eroe mascherato Zorro e che è concepita come un antefatto degli eventi della storia originale di Zorro, il romanzo La maledizione di Capistrano, scritto da Johnston McCulley e pubblicato nel 1919. Contiene inoltre numerosi riferimenti ad altre opere legate a Zorro, specialmente alla pellicola del 1998, La maschera di Zorro.
Il romanzo presenta nella trama famose figure storiche, ma contiene anche alcuni elementi di magia, il che ha indotto molti critici a classificarlo nel filone del realismo magico. È anche un esempio di continuità retroattiva, poiché cambia l'etnia del personaggio di Zorro da quella tradizionale spagnola in meticcia.

## Trama
Il futuro Zorro era un meticcio (mestizo in spagnolo) nato nel decennio del 1790 in Alta California, figlio del capitano asturiano Don Alejandro de la Vega e di una guerriera amerindia, Toypurnia. Il giovane Diego è inviato a Barcellona da suo padre per completare la sua educazione, poco prima che l'Esercito francese di Napoleone Bonaparte invada la Spagna.
Nella Barcellona occupata del decennio del 1810, Diego de la Vega scopre il suo primo amore e diventa un combattente contro l'oppressione straniera. I suoi viaggi lo aiutano ad apprendere molte delle caratteristiche che diventeranno proprie di Zorro: acrobazie tra gli alberi delle navi, scherma dal maestro spagnolo Manuel Escalante, vari trucchi dai gitani e dal cuoco di una nave, e poi il modello per la sua maschera da un pirata fanfarone, Jean Lafitte
Dopo la sconfitta francese, De La Vega ritorna in California, dove decide di continuare a lottare contro la tirannia del suo nemico di Spagna, il presuntuoso Don Rafael Moncada, e dei nobili padroni delle terre sulle quali vive la gente della California. Per evitare di essere riconosciuto, De La Vega assume l'identità segreta di Zorro. Nella sua crociata è aiutato dal suo amico muto Bernardo e da Tornado, il suo cavallo.

## Personaggi
La Allende mescola sapientemente tra loro personaggi immaginari presi in prestito da opere anteriori di Zorro e altri inventati per il romanzo, insieme ad un gruppo di personaggi storici.

### Immaginari

#### Tradizionali
- Bernardo è il miglior amico di Diego De La Vega. Bernardo è nativo della California ed è guidato da uno spirito cavallo. Sembra sia muto per tutti, compreso Diego, dopo aver assistito all'assassinio e alla violenza di sua madre; l'unica eccezione è sua moglie.
- Lolita Pulido, che Diego avrebbe corteggiato in seguito ne La maedizione di Capistrano, appare come una giovane fanciulla che si innamora di Zorro, senza sapere che è il suo amico d'infanzia.

#### Originali
- Civetta Bianca è la nonna materna di Don Diego de la Vega (Zorro). È una sciamana e la guida spirituale di una tribù nativa ribelle della California. Come meaestra spirituale di Diego, lo guida nella ricerca della visione attraverso la quale egli scopre che la volpe (zorro in spagnolo) è il suo totem o guardiano spirituale. Sua figlia Toypurnia è la madre di Diego.
- Toypurnia è la madre de Don Diego De La Vega. Suo padre era Diego Salazar, un latifondista spagnolo. Il suo nome significa "figlia del lupo", perché nella sua infanzia per un breve periodo fu adottata dai lupi. Ha altri nomi, compreso Lupa Grigia e Regina De La Vega. Toypurnia/Regina gioca un ruolo importante nella trama della telenovela colombiana del 2007 Zorro, la espada y la rosa.

### Storici
- George Sand: La famosa romanziera francese appare come una giovane fanciulla che si innamora di Diego.
- Jean Lafitte: Diego e compagni sono catturati dal famoso pirata francese delle baie della Louisiana.
- Marie Laveau: La regina vudù di New Orleans fa una breve apparizione, durante il tempo in cui Diego e compagni sono "ospitati" da Jean Lafitte.

## Continuità
Come già accennato, Zorro. L'inizio della leggenda contiene numerosi riferimenti ad altri lavori sul personaggio di Zorro creati prima del racconto della Allende, ma che narrano fatti che si collocano cronologicamente in un momento successivo. La maggior parte del romanzo sembra legata ai racconti tradizionali di Zorro. Ad esempio, menziona anche Esperanza, la sposa di Diego ne La maschera di Zorro. D'altra parte, l'epilogo afferma che Diego dopo la morte di Esperanza vive una confortevole vecchiaia, il che contraddice chiaramente La maschera di Zorro. Inoltre, Lolita Pulido conosce bene Zorro prima del suo primo incontro.
Nell'opera di McCulley, Diego De La Vega nasce nel 1782 da una donna spagnola chiamata Chiquita de la Cruz. Poco prima della morte di sua madre, il giovane lascia la California e va a studiare a Madrid, prima di ritornare per diventare Zorro.

## Edizioni
- Isabel Allende, Zorro. L'inizio della leggenda, traduzione di Elena Liverani, Feltrinelli, 2005,  p. 348, ISBN 88-07-42111-9.